# Okorág, Baranya
Okorág este un sat în districtul Sellye, județul Baranya, Ungaria, având o populație de 172 de locuitori (2011). 

## Demografie
Componența etnică a satului Okorág
     Maghiari (72,45%)
     Romi (25%)
     Croați (2,55%)
Componența confesională a satului Okorág
     Romano-catolici (43,02%)
     Reformați (22,67%)
     Fără religie (12,79%)
     Necunoscută (21,51%)
Conform recensământului din 2011, satul Okorág avea 172 de locuitori. Din punct de vedere etnic, majoritatea locuitorilor (72,45%) erau maghiari, existând și minorități de romi (25,0%) și croați (2,55%). Nu există o religie majoritară, locuitorii fiind romano-catolici (43,02%), reformați (22,67%) și persoane fără religie (12,79%). Pentru 21,51% din locuitori nu este cunoscută apartenența confesională.